# Podocarpus salicifolius
Podocarpus salicifolius é uma espécie de conífera da família Podocarpaceae.
Pode ser encontrada nos seguintes países: Bolívia, Brasil e Venezuela.